# Slapping bass
Slapping bass is een techniek op de elektrische basgitaar of op de contrabas. Bij het slappen wordt met de duim op de snaren van de basgitaar geslagen terwijl de andere hand op de toets de aangeslagen snaar in meer of mindere mate afdempt. Dit geeft een sterk ritmisch, funky effect.
Om het slappen compleet te maken wordt er ook geplukt met de wijsvinger of middelvinger aan snaren die met de andere hand worden gedempt. Dit wordt ook wel popping genoemd. De "slap" valt meestal op de downbeat (op de tel) en de "pluk"s daar tussenin. Hiermee worden de syncopen benadrukt.

## Geschiedenis
Larry Graham wordt door velen beschouwd als de ontdekker van deze techniek. Dit is echter verre van correct. Hij heeft het in ieder geval populair gemaakt. In de jaren zestig vormde hij een duo met zijn moeder die piano speelde en omdat hij een drummer miste, begon hij te slappen op zijn basgitaar. Hij beschouwde zijn duim als de bassdrum en zijn wijsvinger als de snaredrum. Zo werd het gemis van een drummer gecompenseerd. Slappen werd echter in de jaren '10 van de 20e eeuw al uitgevoerd op de contrabas. Bekende slappers uit die periode zijn onder anderen  Bill Johnson (1872-1972), Theodore "Steve" Brown (1890-1965), Wellman Braud (1891-1966), Pops Foster (1892-1969), en Chester Zardis (1900-1990).

## Techniek
Er zijn verschillende technieken ontstaan in de loop der jaren. Larry Graham gebruikte voornamelijk zijn duim en wijsvinger, maar nog niet de linkerhand slap oftewel "left hand slap" (voor rechtshandige bassisten bij wie de linkerhand op de toets speelt). Begin jaren tachtig introduceerde Mark King (de bassist van Level 42) de "left hand slap". King speelt voornamelijk 16e noten en paradiddles in een hoog slap-tempo.
Een andere bekende techniek wordt toegepast door bassist Victor Wooten, die niet op de snaren slaat, maar erlangs en weer terug omhoog. Het lijkt een beetje op wat een gitarist doet met zijn plectrum. Hierdoor kan men snel spelen met weinig inspanning. Victor Wooten gebruikt zijn wijsvinger en middelvinger om te plukken, zodat hij snelle 16e noten kan plukken.

## Bassisten
Bekende bassisten die het "slapping" beoefenen:
- Les Claypool
- Larry Graham
- Bootsy Collins
- Stanley Clarke
- Mark King
- Marcus Miller
- Flea
- Victor Wooten
- Bill Dickens
- Lee Rocker
- Anthony Jackson
- Reginald Arvizu